# Parata d'oro dei faraoni

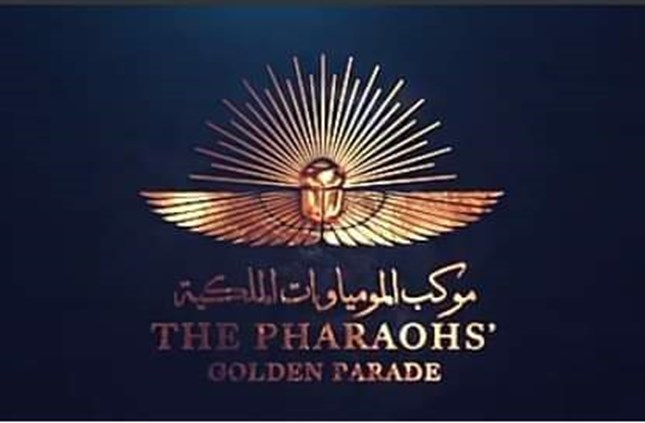
Il logo ufficiale dell'evento

La Parata d'oro dei Faraoni (in arabo موكب المومياوات الملكية‎?, in inglese Pharaohs' Golden Parade, in copto Ϯϫⲓⲛⲟⲩⲱⲛϩ ⲛ̀ⲛⲓⲫⲁⲣⲁⲱ ⲛ̀ⲛⲟⲩⲃ Tiḏinouōnh nnipharaō nnoub), è stato un grande evento, tenutosi al Cairo, il 3 aprile 2021, durante il quale, ventidue mummie (diciotto faraoni e quattro regine) del Nuovo Regno dell'Antico Egitto, sono state traslate cerimonialmente dal Museo egizio al nuovo Museo nazionale della Civiltà egiziana ad al-Fustat, accompagnate da sessanta motocicli e centocinquanta cavalli.

## Antefatti
Le ventidue mummie che vennero spostate, furono scoperte in due luoghi: la DB320 (a Deir el-Bahari) e la KV35, rispettivamente, nel 1881 e nel 1898. Dalla loro scoperta, erano state spostate più volte, fino a quando, non vennero collocate al vecchio Museo egizio in Piazza Tahrir.
Nel corso degli anni, a causa del numero crescente di scoperte archeologiche, il vecchio Museo egizio ha iniziato a perdere la capacità di mostrare, pienamente, i reperti in esso collocati, costringendo il governo a progettare nuovi musei: il Grande museo egizio e il Museo nazionale della Civiltà egiziana (NMEC).
In vista dell'evento, il governo egiziano iniziò a rinnovare Piazza Tahrir, facendo restaurare un obelisco di Tani (fatto costruire da Ramses II) e collocando al centro della piazza, circondato da quattro Sfingi (anch'esse restaurate e trasportate dal tempio di Karnak, a Luxor). Ulteriori rinnovamenti, furono lavori di manutenzione dell'illuminazione, sugli edifici che si affacciavano sulla piazza.

## L'evento
Per essere trasportate, le mummie vennero poste in contenitori ricoperti di azoto. I contenitori vennero trasportati su veicoli decorati, realizzati appositamente per la sfilata e basati sulle barche funerarie egizie.
La sfilata, iniziata alle 18:30 locali, comprese un concerto dell'"Egyptian United Philharmonic Orchestra" (guidato dal maestro, Nader Abbassi) e composta dal compositore, Hesham Nazih. Il concerto incluse, anche, un inno (cantato in lingua egizia) composto dalla soprano Amira Selim e intitolato "Una riverenza a Iside" e i cui testi, vennero ripresi dalle iscrizioni sulle pareti del tempio di Deir el-Shelwit, a Luxor. Altri testi, in lingua egizia, che vennero cantati durante la sfilata, provenivano dal Libro dei Morti e dai Testi delle Piramidi. Altre due canzoni (una in lingua araba e una in lingua araba egiziana), vennero cantate, rispettivamente, da Reham Abdel Hakim e da Nesma Mahgoub.

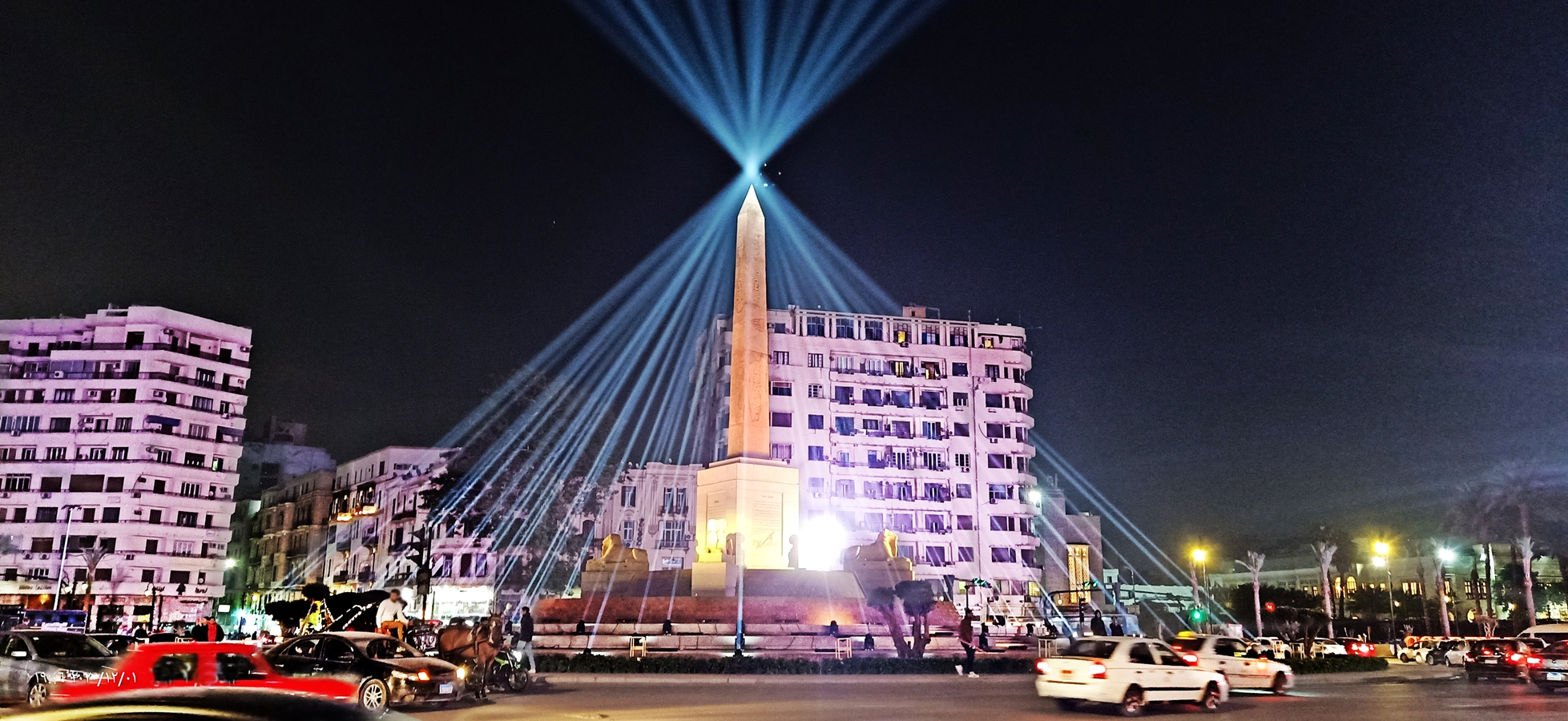
Piazza Tahrir come rinnovata dal governo

Durante la sfilata, vennero mostrate diverse scenografie: attori e attrici (in molti siti archeologici egiziani), un video dell'attore Khaled El Nabawy (in viaggio in diversi siti archeologici, fatti restaurare dal governo egiziano) e l'attrice Yousra apparve incoronata su una delle barche funerarie, realizzate per l'evento.
Durante la sfilata, le strade che conducono ai due musei, vennero chiuse e tenute sotto stretto controllo. Alle porte del NMEC, il presidente Abdel Fattah al-Sisi ricevette il convoglio, accolto, anche, da ventuno colpi di cannone, sparati dalla Guardia repubblicana egiziana. Il presidente egiziano al-Sisi, twittò «Questa scena maestosa, è la prova della grandezza del popolo egiziano. I guardiani di questa civiltà unica, che si estende nelle profondità della storia».

## Accoglienza
L'evento venne ben accolto dai cittadini egiziani, che dichiararono di essere orgogliosi della loro storia e del loro patrimonio mentre il Ministero delle Finanze egiziano, emise monete commemorative di 1 e 100 sterline egiziane, con il nome e il logo ufficiale della parata (il logo si basa sull'antica credenza egiziana dell'eternità e dell'aldilà). Il Ministero delle Comunicazioni e delle Tecnologie dell'Informazione (MCIT) emise francobolli commemorativi in codice QR con il nome e il logo ufficiale della parata, insieme alle immagini dei sovrani trasportati durante la sfilata.
Il percorso della sfilata dal Museo Egizio al Museo Nazionale della Civiltà Egizia, era lungo circa cinque chilometri. La maggior parte dei cittadini egiziani, guardò la sfilata in TV, poiché non erano ammessi veicoli o spettatori, lungo il percorso.

## Le mummie
Le carrozze (contenenti le mummie reali) sono state fatte traslare, secondo l'ordine cronologico dei loro regni:
- Re Seqenenra Ta'o
- Regina Ahmose-Nefertari
- Re Amenofi I
- Regina Meritamon
- Re Thutmose I
- Re Thutmose II
- Regina Hapshepsut
- Re Thutmose III
- Re Amenofi II
- Re Thutmose IV
- Re Amenofi III
- Regina Tiy
- Re Seti I
- Re Ramses II
- Re Mereptah
- Re Seti II
- Re Siptah
- Re Ramses III
- Re Ramses IV
- Re Ramses V
- Re Ramses VI
- Re Ramses IX